# Mbal-Mbal Petarum
Mbal-Mbal Petarum is een bestuurslaag in het regentschap Karo van de provincie Noord-Sumatra, Indonesië. Mbal-Mbal Petarum telt 1668 inwoners (volkstelling 2010).